# Leopoldshall

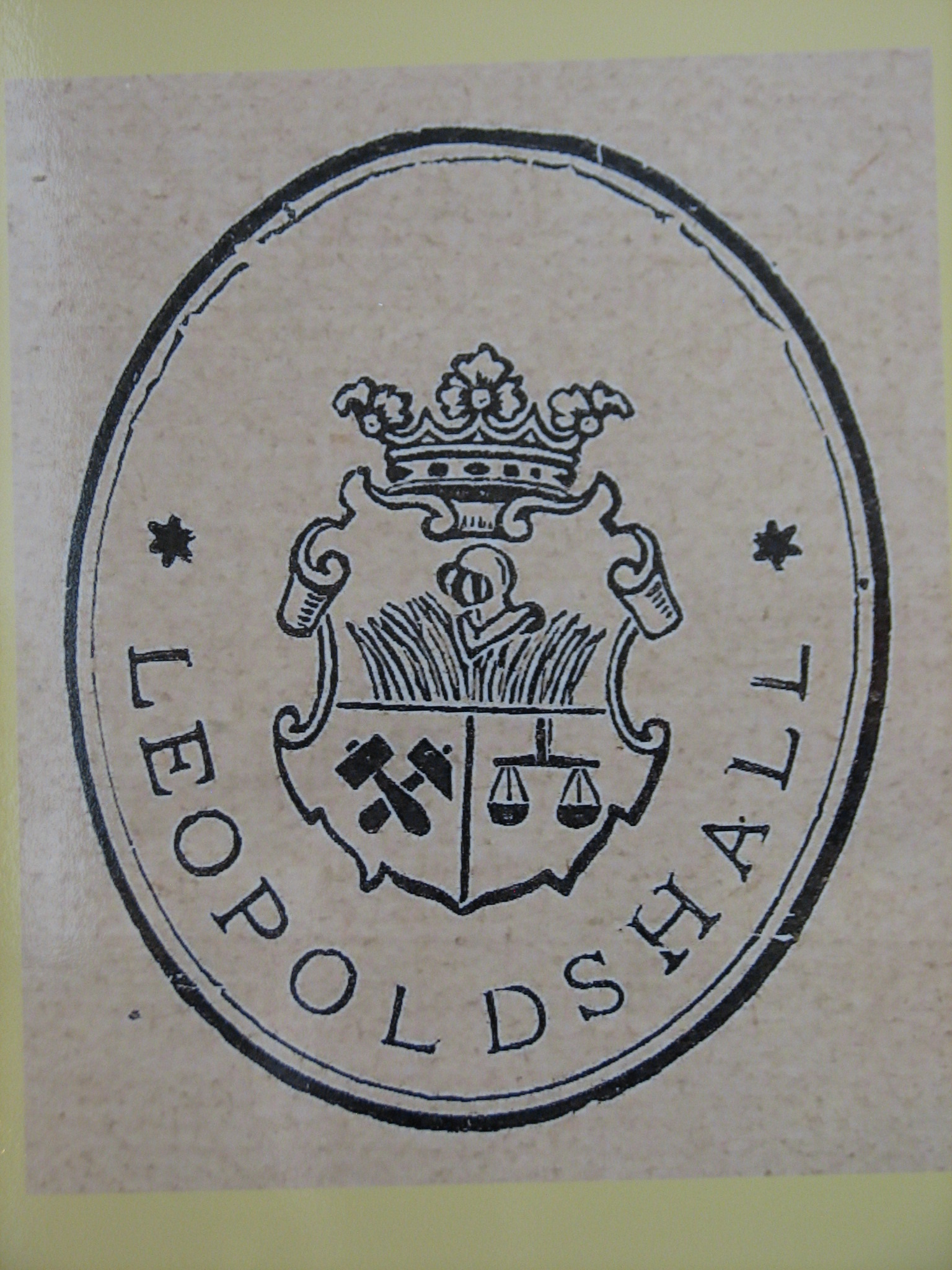
Dienstsiegelabdruck des Bürgermeisters mit Wappen von Leopoldshall

Leopoldshall ist seit 1946 ein Stadtteil von Staßfurt im Salzlandkreis in Sachsen-Anhalt. Durch Leopoldshall fließt die Bode. Östlich von Leopoldshall in 5 km Entfernung verläuft die Bundesautobahn A 14.

## Geschichte

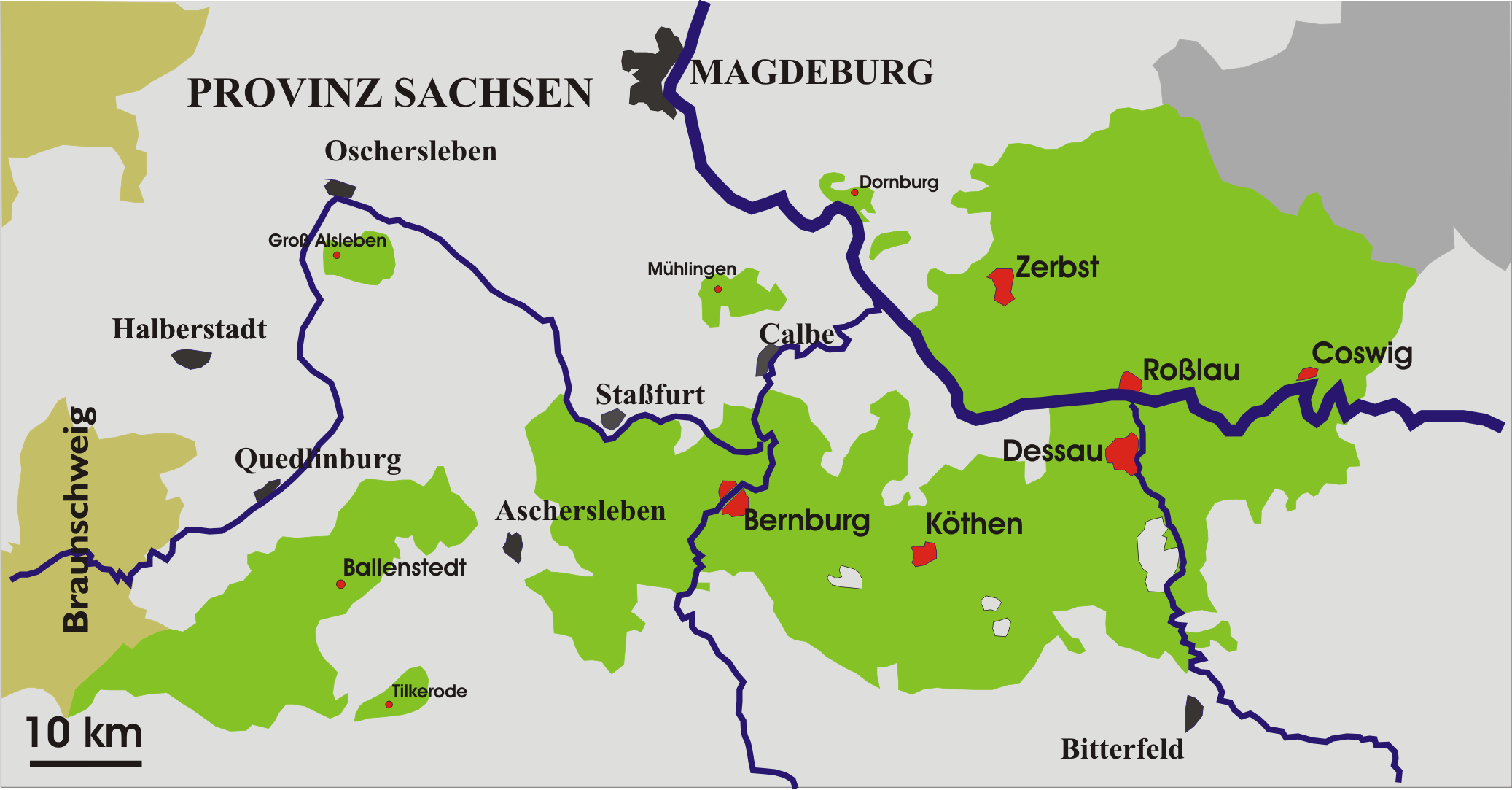
Anhalt von 1863–1942

Mit der Gründung der Saline Leopoldshall auf dem Terrain der sogenannten Ritterflur im Jahre 1855/56, die zur Gemeinde Neundorf (Anhalt) gehörte, entstand auf anhaltischem Gebiet eine Siedlung, die näher zur benachbarten preußischen Stadt Staßfurt als zur anhaltischen Gemeinde Neundorf lag. Diese Siedlung entwickelte durch ihr ständiges Wachstum ein eigenständiges gemeindliches Leben, sodass die Mehrheit der Einwohner eine Unabhängigkeit von der Muttergemeinde Neundorf forderte. Diesem Drängen gab Herzog Leopold von Anhalt nach und löste die Siedlung Leopoldshall zum 31. Dezember 1872 aus der Muttergemeinde Neundorf heraus und erklärte diese mit Wirkung ab 1. Januar 1873 zur selbständigen Gemeinde Leopoldshall.
Bei der Volkszählung im Dezember 1910 hatte die Gemeinde schon 6588 Einwohner. Am 29. Januar 1919 wurde Leopoldshall das Recht verliehen, die Bezeichnung „Stadt“ zu führen.
Während des Zweiten Weltkrieges bestand ab dem 28. Dezember 1944 ein Außenlager des KZ Buchenwald in Leopoldshall. Es wurde am 11. April 1945 mit einem Todesmarsch evakuiert.
Am 1. April 1946 wurde Leopoldshall nach Staßfurt zwangseingemeindet.

### Bergbau und Salzgewinnung

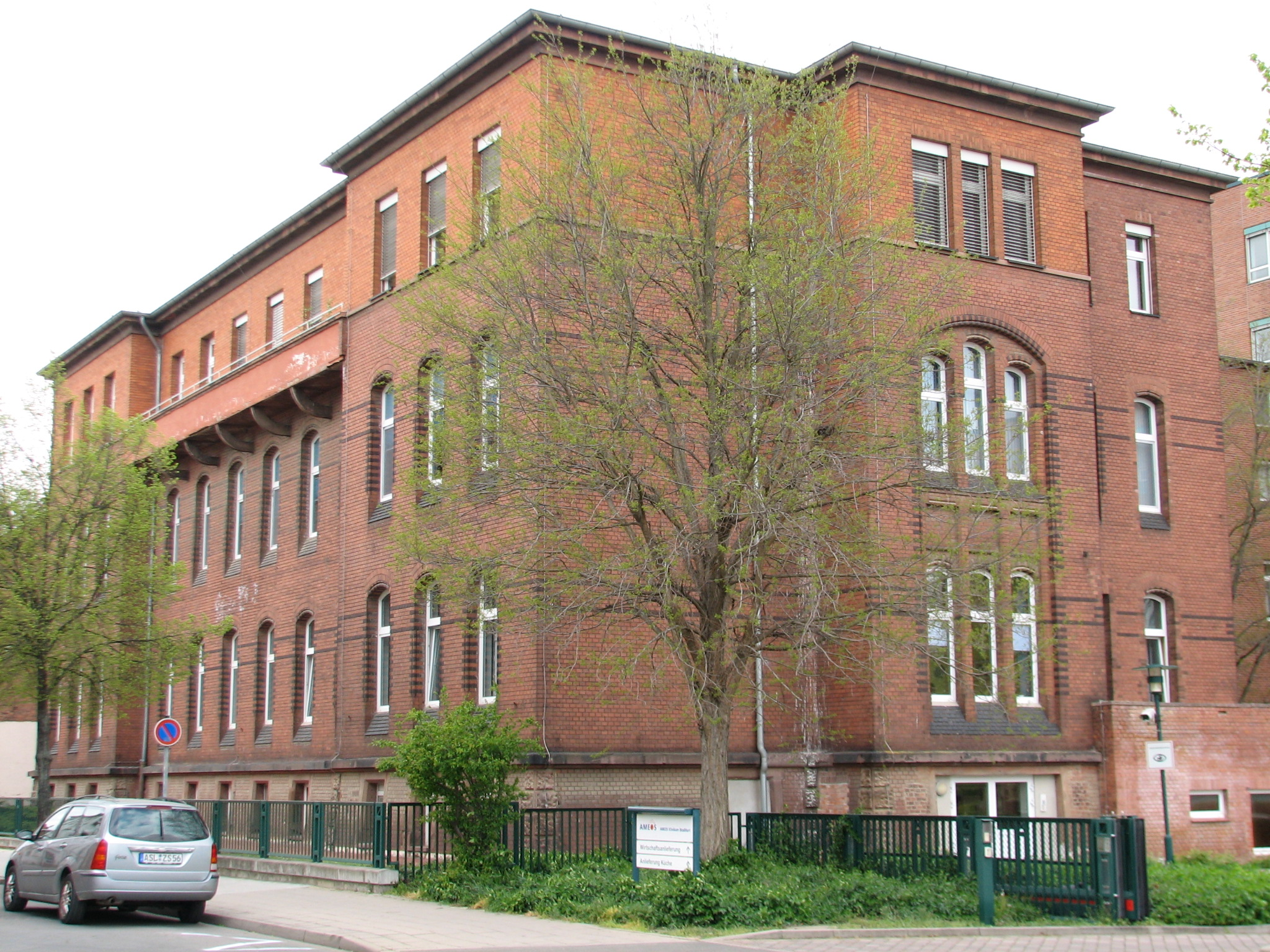
Ehemaliges Verwaltungsgebäude des Deutschen Kalisyndikats, 2019

Leopoldshall gehörte wie der gesamte Umkreis von Staßfurt zum Abbaugebiet für Stein- und Kalisalz. In der Grundsteinurkunde der St. Johanniskirche zu Leopoldshall ist dokumentiert, dass die Salzgewinnung bereits seit 1855 und 1856 in einer Siedesalz-Saline stattfand, die den Namen Leopoldshall erhielt.
Leopoldshall wurde 1890 der Sitz des ersten Deutschen Kalisyndikats; zu ihm gehörten 13 Kaliwerke. Sie hatten sich zusammengeschlossen, um „der Preisdrückerei und Verschleuderung der Kalisalze vorzubeugen bzw. Einhalt zu tun und Gewinn und Absatz der Salze für fabrikatorische und landwirtschaftliche Zwecke den Bedürfnissen des Marktes entsprechend zu regeln“.
1910 wurde das Syndikat von Leopoldshall nach Berlin verlagert. Das einstige Verwaltungsgebäude in der Bodestraße wurde nach Umbau und Aufstockung ab 1929 als Knappschaftskrankenhaus der Halberstädter Knappschaft genutzt.
Das heute nicht mehr angefahrene, aber aufgelassene „Herzoglich-Anhaltische Salzwerk Leopoldshall“ (kurz Kaliwerk Leopoldshall) gilt als Typlokalität der Minerale Bischofit, Kainit und Leonit sowie als Co-Typlokalität für Anhydrit. Neben dem Steinsalzbildner Halit wurden hier noch weitere Kalisalze wie Carnallit, Kieserit und Sylvin, sowie Boracit, Epsomit, Gips, Kaliborit, Pikromerit, Pinnoit, Polyhalit gefunden.
Benannt sind die Saline und auch der Ort Leopoldshall nach dem Herzog von Anhalt-Dessau Leopold IV. Friedrich (1794–1871).

## Infrastruktur
- Strandsolbad Leopoldshall in Staßfurt[9]

## Sehenswürdigkeiten

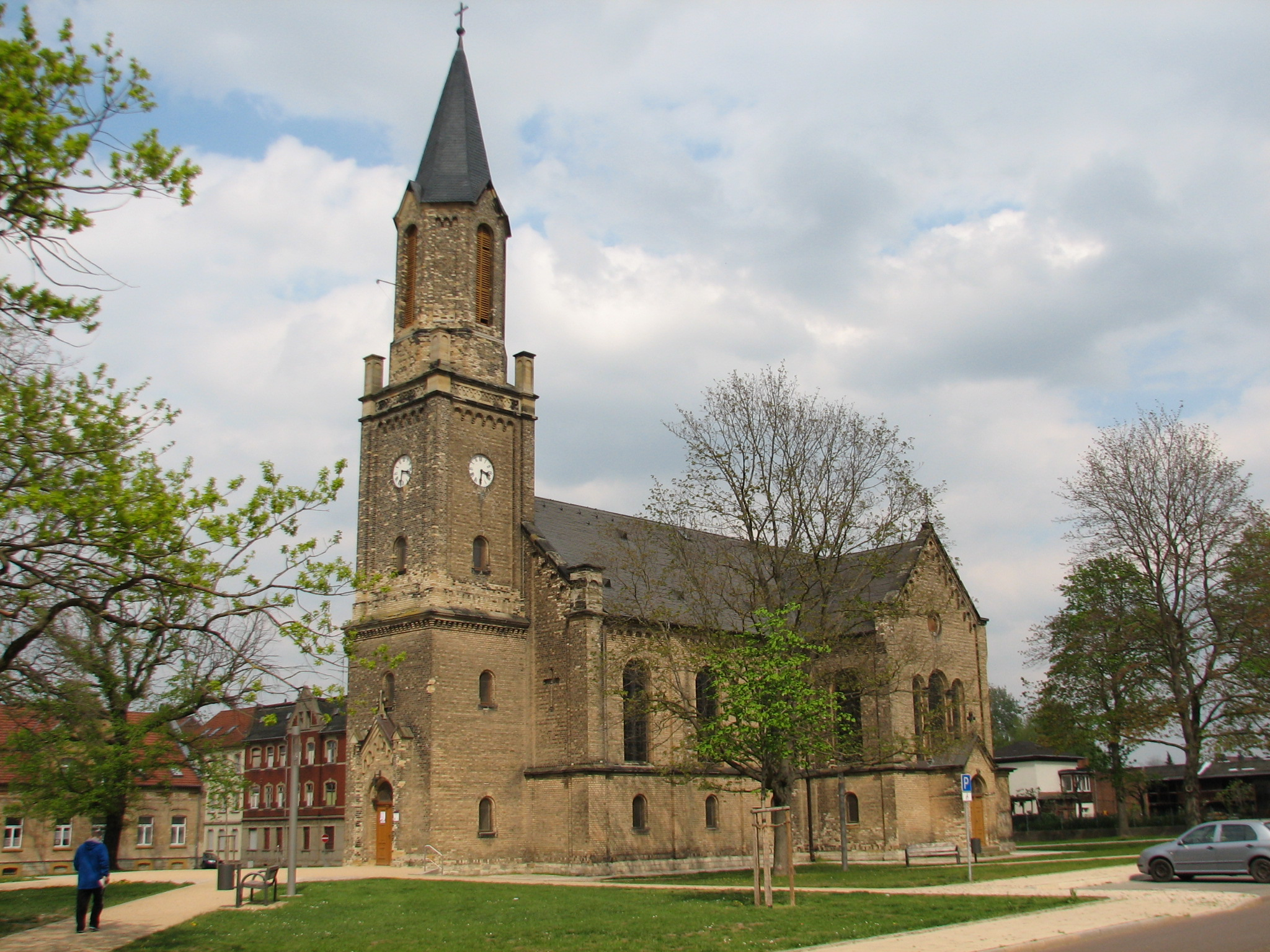
Kirche St. Johannis in Staßfurt-Leopoldshall, Foto vom April 2019

- Kirche St. Johannis Leopoldshall, erbaut im Romanischen Stil und in Kreuzform, Kirchturm-Höhe 40,5 Meter (mit Knopf und Kreuz). Erster Spatenstich am 7. April 1874, feierliche Grundsteinlegung am 28. Mai 1874, eingeweiht am 6. Februar 1876[10]
- Jüdischer Friedhof (Staßfurt)-Leopoldshall[11]

## Wohngebiet „Am Tierpark“
„Am Tierpark“ entstand 1968 im Süden von Leopoldshall als typisches Plattenbauten-Wohngebiet.
Seit dem Jahr 2000 wurde etwa ein Sechstel der Wohnblöcke rückgebaut oder verkleinert; der restliche Bestand wurde
großflächig saniert.
Das Wohngebiet verfügt über eine Grund- und Sekundarschule sowie einen Schulhort.
Es wird von den Wohnungsbaugesellschaften der Wohnungsbaugenossenschaft zu Staßfurt eG und der Wohnungs- und Baugesellschaft Staßfurt verwaltet, auch gibt es einen privatisierten Wohnblock.

## Untergeordnete Stadtgebietsteile (Quartiere)
Zum Territorium des Stadtteils Leopoldshall gehören auch
- Friedrichshall (Wohn- und Gewerbegebiet, ehemaliges Salzbergwerk) sowie die Quartiere
- Leopoldshall-Süd (incl. Plattenbaugebiet Am Tierpark),
- Leopoldshall-West (mit dem Friedhof der „Stadt Staßfurt“, einem großflächigen Einzelhandel, wenigen Wohnhäusern und der feuerwehrtechnischen Zentrale des Salzlandkreises),
- Leopoldshall-Mitte (mit Rathaus, Schule und Kirche) und
- Leopoldshall-Ost (mit einer Berufsschule des Salzlandkreises).

Friedrichshall spielte während des Zweiten Weltkrieges eine Rolle im deutschen Uranprojekt. Dort wurde nach der deutschen Besetzung Belgiens Uranerz aus Belgisch-Kongo gelagert, das später in der Auergesellschaft in Oranienburg weiterverarbeitet wurde. Am 12. April 1945 wurden durch eine amerikanische Sondereinheit (Alsos-Mission) etwa 1100 Tonnen Uranerz (20000 Fässer) aus Friedrichshall abtransportiert.

## Persönlichkeiten

### Söhne und Töchter der ehemaligen Stadt
- Ludwig Wullstein (1864–1930), Chirurg
- Walther Borsche (1877–1950), Chemiker
- Walther Adam (1881–1964), Industrieller und Kunstsammler
- Georg Reimer (1888–1974), Vizeadmiral
- Martin Block (1891–1972), Ethnologe und Hochschullehrer
- Franz Stieler (1893–1988), Heimatforscher
- Siegfried Hotzel (1894–1992), evangelischer deutscher Wehrmachtspfarrer, Gemeindepfarrer und Autor
- Gerhard Funke (1914–2006), Philosoph
- Ernst Laue (1922–2022), Heimatforscher
- Heinz Kruschel (1929–2011), Schriftsteller
- Peter Kalkhof (1933–2014), Maler
- Ekkehard Krätzel (1935–2019), Mathematiker, Hochschullehrer und Professor für Algebra an der Friedrich-Schiller-Universität Jena
- Uwe Storch (1940–2017), Mathematiker

### Weitere Persönlichkeiten, die mit Leopoldshall in Verbindung stehen
- Emil Baumecker (* 27. April 1866 in Hayn (Harz) bei Stolberg (Harz); † 19. Juli 1947 in Ballenstedt), mehr als vier Jahrzehnte evangelisch-lutherischer Pfarrer an Leopoldshalls St.-Johannis-Kirche (1893–1934) sowie langjähriger, mehrfach gewählter Abgeordneter im Landtag des Freistaates Anhalt
- Carl Ludwig Reimer (* 12. März 1856 in Berlin; † 6. März 1921 in Leopoldshall), Fabrikdirektor bei den Vereinigten chemischen Fabriken zu Leopoldshall AG und später Mitarbeiter der Kaliforschungsstelle in Leopoldshall.
- Adolph Frank (* 20. Januar 1834 in Klötze; † 30. Mai 1916 in Charlottenburg), erster Generaldirektor der Vereinigten chemischen Fabriken zu Leopoldshall AG (von 1871–1875)
- Georg Borsche (* 1844; 18. Februar 1926 in Eisenach), Generaldirektor der Vereinigten chemischen Fabriken zu Leopoldshall AG (von 1876–1907)
- Wilhelm Feit (* 24. Januar 1867 in Lippstadt; † 19. Juni 1956 in Bad Nauheim), Generaldirektor der Vereinigten chemischen Fabriken zu Leopoldshall AG (von 1908–1921)

## Varia
- Ein großformatiges Foto der St.-Johannis-Kirche Leopoldshall von Holger Zürch ziert das Plakat, welches für die Sonderausstellung 100 Jahre Stadtrecht Leopoldshall im Stadt- und Bergbaumuseum Staßfurt vom 27. Januar bis 29. Mai 2019 warb.[2]